# Kanton Maurepas
Der Kanton Maurepas ist seit 1790 ein französischer Wahlkreis in den Arrondissements Rambouillet und Versailles, im Département Yvelines und in der Region Île-de-France; sein Hauptort ist Maurepas.

## Gemeinden
Der Kanton besteht aus 16 Gemeinden mit insgesamt 72.379 Einwohnern (Stand: 1. Januar 2022) auf einer Gesamtfläche von 128,25 km²:
| Gemeinde                 | Einwohner 1. Januar 2022 | Fläche km² | Dichte Einw./km² | Code INSEE | Postleitzahl | Arrondissement |
| ------------------------ | ------------------------ | ---------- | ---------------- | ---------- | ------------ | -------------- |
| Châteaufort              | 1.540                    | 4,88       | 316              | 78143      | 78117        | Versailles     |
| Chevreuse                | 5.531                    | 13,42      | 412              | 78160      | 78460        | Rambouillet    |
| Choisel                  | 537                      | 8,73       | 62               | 78162      | 78460        | Rambouillet    |
| Coignières               | 4.385                    | 8,27       | 530              | 78168      | 78310        | Rambouillet    |
| Dampierre-en-Yvelines    | 1.003                    | 11,17      | 90               | 78193      | 78720        | Rambouillet    |
| Le Mesnil-Saint-Denis    | 7.103                    | 8,95       | 794              | 78397      | 78320        | Rambouillet    |
| Lévis-Saint-Nom          | 1.610                    | 8,25       | 195              | 78334      | 78320        | Rambouillet    |
| Magny-les-Hameaux        | 9.353                    | 16,64      | 562              | 78356      | 78114        | Rambouillet    |
| Maurepas                 | 19.960                   | 8,32       | 2.399            | 78383      | 78310        | Rambouillet    |
| Milon-la-Chapelle        | 292                      | 3,06       | 95               | 78406      | 78470        | Rambouillet    |
| Saint-Forget             | 445                      | 6,00       | 74               | 78548      | 78720        | Rambouillet    |
| Saint-Lambert            | 448                      | 6,61       | 68               | 78561      | 78470        | Rambouillet    |
| Saint-Rémy-lès-Chevreuse | 7.747                    | 9,65       | 803              | 78575      | 78470        | Rambouillet    |
| Senlisse                 | 509                      | 7,90       | 64               | 78590      | 78720        | Rambouillet    |
| Toussus-le-Noble         | 1.176                    | 4,02       | 293              | 78620      | 78117        | Versailles     |
| Voisins-le-Bretonneux    | 10.740                   | 2,38       | 4.513            | 78688      | 78960        | Rambouillet    |
| Kanton Maurepas          | 72.379                   | 128,25     | 564              | 7809       | –            | –              |

Bis zur Neuordnung bestand der Kanton Maurepas aus den vier Gemeinden Coignières, Élancourt, Maurepas und La Verrière. Sein Zuschnitt entsprach einer Fläche von 26,87 km2.

## Bevölkerungsentwicklung
| 1968  | 1975   | 1982   | 1990   | 1999   | 2006   | 2011   |
| ----- | ------ | ------ | ------ | ------ | ------ | ------ |
| 6 507 | 32 224 | 49 353 | 52 646 | 56 485 | 56 739 | 55 717 |